# Эль-Будайи
Эль-Будайи (араб. البديع‎) — город на северо-западе Бахрейна, в Северной мухафазе. Население по данным переписи 2001 года составляет 30 702 человека. Соединён дорогой со столицей страны, городом Манама. Эль-Будайи находится в наиболее плодородной части Бахрейна, орошаемой многочисленными источниками и подземными водами.